# Tony Gatlif
Tony Gatlif, właśc. Michel Dahmani (ur. 10 września 1948 w Algierze) – francuski reżyser, scenarzysta, kompozytor, aktor i producent filmowy. Z pochodzenia potomek algierskich Romów. Często w swoich filmach inspiruje się kulturą swoich przodków.

## Życiorys
Tony Gatlif opuścił Algierię na początku lat 60. Jako nastolatek przybył do Francji. Z biedy stał się ulicznym złodziejaszkiem i posmakował życia w domach poprawczych. W dzień znajdował schronienie w kinach, gdzie mógł się wyspać i ogrzać.
Kino pokochał jeszcze w szkole. Jego nauczyciel co tydzień pokazywał filmy, o których później dyskutował z uczniami. We Francji Gatlifowi mimo przeciwności losu udało się zapisać do szkoły aktorskiej. Pięć lat później wystąpił na scenie Théâtre National Populaire w sztuce według Edwarda Bonda i w reżyserii Claude’a Régy. Wtedy napisał swój pierwszy scenariusz, La rage au poing, oparty na wspomnieniach z domów poprawczych.
W 1975 wyreżyserował swój pierwszy pełnometrażowy film pt. La tete en ruine. Film nigdy się nie doczekał premiery we Francji. Trzy lata później nakręcił La terre au ventre, film opowiadający o losach Francuzki i jej córek podczas wojny algierskiej.
W 1981 reżyser wyjechał do Hiszpanii, by nakręcić Corre, gitano, w którym wystąpili Romowie z Granady i Sewilli. Ten film nigdy się nie trafił do szerszego rozpowszechniania. Rozpoczął etap fascynacji Gatlifa kulturą cygańską.
Dopiero dzięki obrazowi Les princes świat zwrócił uwagę na Tony’ego Gatlifa. Film wysoko oceniony przez krytyków opowiada w o sytuacji Romów, którzy postanowili osiąść na przedmieściach Paryża. Gatlif chciał, by jego dzieło zmuszało do zastanowienia i dyskusji. Podczas pracy reżyser spotkał producenta Gérarda Lebovici, który został jednym z jego najwierniejszych przyjaciół i współpracowników.
Wkrótce Lebovici zaprezentował Gatlifowi projekt filmu o Jacques’u Mesrine, ale Gatlif odrzucił propozycję. Lebovici dał reżyserowi wolną rękę. Gatlif nakręcił film według własnego scenariusza. Rue du depart opowiada historię nastolatki z patologicznej rodziny, która ucieka z domu w poszukiwaniu szczęścia.
Kolejny film pt. Pleure pas My Love udowodnił, że Gatlifa interesują nie tylko postacie z marginesu społecznego co zarzucali mu krytycy. Nakręcił też komedię społeczną poruszającą problem bezrobocia, zatytułowaną Gaspard i Robinson.
W 1993 nakręcił film Latcho Drom, w którym oddał hołd cygańskiej muzyce. Wraz z niewielką ekipą Gatlif przez rok podążał historycznymi i etnicznymi tropami Cyganów – od Radżastanu przez Andaluzję, Egipt, Turcję, Rumunię, Węgry i Francję. Film zebrał bardzo dobre recenzje na 46. MFF w Cannes, gdzie pokazano go w ramach sekcji Un Certain Regard.
Kolejny obraz reżysera – Mondo – powstał pod wpływem spotkania z pisarzem Jean-Marie G. Le Clézio. Opowiada historię osieroconego dziesięcioletniego dziecka, które pewnego dnia ląduje w Nicei. W 1997 Gatlif nakręcił Gadjo dilo – portret młodego gadzio (czyli w języku romskim obcego), który w poszukiwaniu tajemniczej pieśniarki przybywa do cygańskiej wioski w Rumunii. Film odniósł ogromny sukces we Francji i za granicą.
Rok później Gatlif znów zaangażował dwoje odtwórców głównych ról w filmie Gadjo dilo – Romaine’a Durisa i Ronę Hartner. Z ich udziałem powstał lewicujący obraz Je suis ne d’une cigogne.
W 2000 Antonio Canales – gwiazda muzyki flamenco – za namową reżysera zadebiutował jako aktor. Film Vengo opowiadał o dwóch konkurujących ze sobą andaluzyjskich rodzinach. Tym obrazem Gatlif oddał hołd canto flamenco, folklorowi Andaluzji, językowi Caló i kulturze Gitanos.
W filmie Exils (2004), w roli głównej występuje Romain Duris, znany z wcześniejszych obrazów reżysera. Exils jest kroniką podróży dwojga młodych ludzi z Paryża przez Francję i Hiszpanię do Algierii – ojczyzny, którą ich rodzice musieli opuścić dawno temu. On jest potomkiem algierskich Francuzów, ona pochodzi z algierskiej rodziny osiadłej we Francji. Zagubiona pośród pułapek życia w wielkim mieście para bohaterów bez wahania wyrusza w drogę. Ich jedyny bagaż stanowi muzyka. Po drodze, zachłyśnięci wolnością poddają się zmysłowej atmosferze Andaluzji. Z nadzieją, że na końcu podróży uda im się dowiedzieć czegoś o sobie lądują w Afryce. Na miejscu przekonują się, że u celu podróży są tak samo zagubieni i że paradoksalnie jej koniec jest jednocześnie początkiem.

## Filmografia

### Scenarzysta
- 1975: La Rage au poing
- 1979: La Terre au ventre
- 1983: Les Princes
- 1986: Rue du départ
- 1989: Pleure pas my love
- 1990: Gaspard et Robinson
- 1993: Latcho Drom
- 1996: Mondo
- 1997: Gadjo dilo
- 1999: Je suis né d’une cigogne
- 2000: Vengo
- 2002: Swing
- 2004: Wizje Europy (Visions of Europe)
- 2004: Exils
- 2009: Korkoro
- 2012: Oburzeni (Indignados)
- 2014: Geronimo

### Reżyser
- 1975: La Tête en ruines
- 1979: La Terre au ventre
- 1982: Corre, gitano
- 1983: Les Princes
- 1986: Rue du départ
- 1989: Pleure pas my love
- 1990: Gaspard et Robinson
- 1993: Latcho Drom
- 1995: Lucumi, l’enfant rumbeiro de Cuba
- 1996: Mondo
- 1997: Gadjo dilo
- 1999: Je suis né d’une cigogne
- 2000: Vengo
- 2002: Swing
- 2004: Exils – nagroda Festiwalu Filmowego Cannes 2004
- 2004: Wizje Europy (Visions of Europe)
- 2006: Transylwania
- 2009: Korkoro
- 2012: Oburzeni (Indignados)
- 2014: Geronimo
- 2017: Djam

### Kompozytor
- 1983: Les Princes
- 1997: Gadjo dilo
- 1999: Je suis né d’une cigogne
- 2000: Vengo
- 2002: Swing
- 2004: Exils

### Aktor
- 1975: La Rage au poing jako Nanar
- 1975: Agresja (L’Agression)
- 1976: Celui qui ne te ressemble pas jako Jes
- 1978: Aldo
- 1979: La Terre au ventre
- 1983: Les Princes jako Léo
- 1986: Havre
- 2002: Lulu jako Fabio
- 2003: Twoje ręce na moich biodrach (Laisse tes mains sur mes hanches)
- 2003: Un petit service jako Pedro Moreno

### Producent
- 2000: Vengo
- 2002: Comme un avion
- 2004: Exils
- 2012: Geronimo

## Nagrody i nominacje
| Rok  | Nagroda     | Kategoria         | Za         | Wynik     |
| ---- | ----------- | ----------------- | ---------- | --------- |
| 2004 | Złota Palma | Najlepszy film    | Exils      | Nominacja |
| 2004 | Złota Palma | Najlepszy reżyser | Exils      | Wygrana   |
| 2001 | César       | Najlepsza muzyka  | Vengo      | Wygrana   |
| 1999 | César       | Najlepsza muzyka  | Gadjo dilo | Wygrana   |